# Clay (Kentucky)
Clay – miasto w Stanach Zjednoczonych, w stanie Kentucky, w hrabstwie Webster.